# Holohlavy
Holohlavy är en ort i Tjeckien. Den ligger i den centrala delen av landet, 100 km öster om huvudstaden Prag. Holohlavy ligger 259 meter över havet och antalet invånare är 846.
Terrängen runt Holohlavy är platt.Runt Holohlavy är det ganska tätbefolkat, med 120 invånare per kvadratkilometer. Närmaste större samhälle är Hradec Králové, 11,1 km söder om Holohlavy. Trakten runt Holohlavy består till största delen av jordbruksmark.